# Université nationale d'Irlande
Pour les articles homonymes, voir NUI.

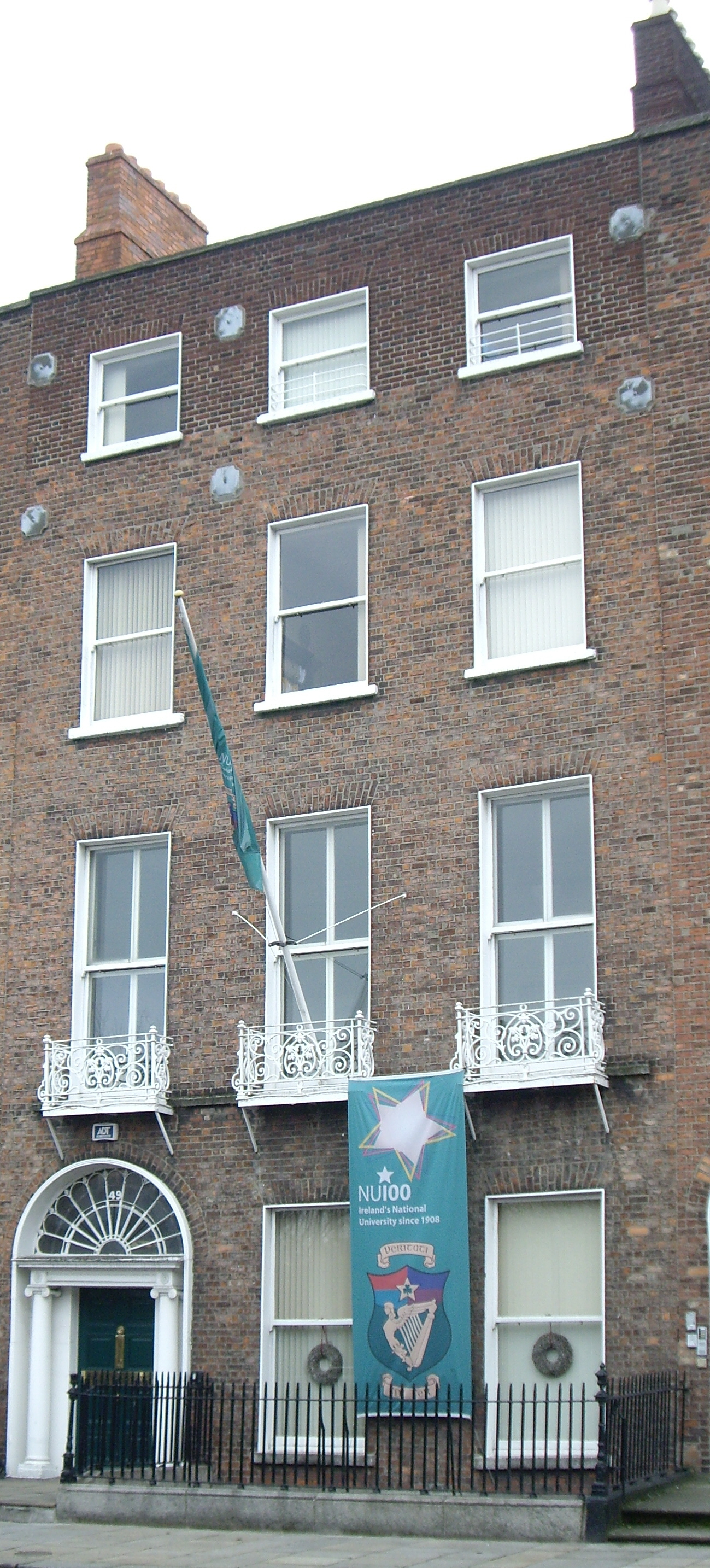
Le siège de la NUI à Merrion Square à Dublin.

L'université nationale d'Irlande (en anglais : National University of Ireland ou NUI) est un système universitaire fédéral, composé d'universités constitutives et de collèges reconnus par le système). Il est instauré par le Irish Universities Act, de 1908, et profondément remanié par le Universities Act de 1997.
Les universités faisant partie du système fédéral sont indépendantes dans leur fonctionnement, leur appartenance implique uniquement que les diplômes qu'elles remettent sont ceux de la fédération, qui a son siège à Dublin.

## Institutions membres
Les universités portant officiellement le nom de « National University of Ireland » :
- University College Cork - National University of Ireland, Cork
- University College Dublin - National University of Ireland, Dublin
- Université nationale d'Irlande à Galway
- Université nationale d'Irlande à Maynooth

Les collèges ou instituts reconnus par la fédération sont :
- Collège royal de chirurgie en Irlande
- National College of Art and Design
- Milltown Institute of Theology and Philosophy (en)
- Shannon College of Hotel Management (en)
- Institute of Public Administration (en)

Les collèges ou instituts qui ont été reconnus par la fédération pendant une période sont :
- Mary Immaculate College (en), Limerick (1975-1994)
- National Institute for Higher Education, Limerick (1976-1977)
- Our Lady of Mercy College, Carysfort (1975-1988)
- St. Angela's College, Sligo (en) (1978-2005)[3]
- St Patrick's College, Dublin (en) (1975-1995)
- St Patrick's College de Maynooth (1910-1997)[4]
- Thomond College of Education, Limerick (en) (1976 - 1977)

## Histoire
Les Queen's Colleges de Belfast, Cork, et Galway ont été fondés en 1845; en 1849 ils furent ouverts aux étudiants et un an plus tard, ils furent réunis sous le nom de Queen's University of Ireland. La Catholic University of Ireland fut créée en tant qu'université indépendante en 1854 pour assurer la formation des catholiques. Elle n'a cependant jamais été reconnue, ni ses diplômes certifiés. En 1880, la Royal University of Ireland remplaça le système des Queen's University of Ireland et offrit la reconnaissance de ses diplômes à la nouvelle University College Dublin, auparavant sous l'autorité de la Catholic University. Celle-ci se développa rapidement sous la direction des Jésuites, à partir de 1882, et dès les années 1890, offrit une diversité de diplômes plus importantes que les universités de Belfast, Cork et Galway pourtant des institutions établies et anciennes.
La réforme de 1908 a dissous le système de Royal University et créé l'actuelle National University of Ireland. L'université de Belfast fut alors mise à part du système. Les amendements de 1997 ont restructuré le système fédéral et a donné naissance à une nouvelle université à Maynooth, constituée à partir de certaines facultés d'un college auparavant seulement reconnus par le système (St Patrick's College, Maynooth). Cette réforme a également autorisé l'incorporation de départements de théologie, auparavant prohibés dans les National University of Ireland.

## Circonscription législative
En 1918, il a été décidé que les diplômés des universités nationales d'Irlande formeraient une circonscription pour les élections législatives. Il s'agissait alors de la House of Commons, parlement du Royaume-Uni. Après la première élection, Eoin MacNeille s'abstint de participer à ce parlement et siégea au premier Dáil Éireann. Les diplômés ont ensuite élus 4 « TDs » du Dáil Éireann) de 1921 à 1934, lorsque les circonscriptions électorales universitaires furent abolies par Fianna Fáil.
D'après la Constitution irlandaise, adoptée en 1937, les diplômés d'université élisent trois membres du Seanad Éireann (Sénat irlandais). Tous les diplômés qui sont citoyens irlandais (qu'ils vivent ou non dans le pays) disposent de ce droit de vote. L'élection se fait par voie postale.
L'élection de 2002 des membres du 22e Seanad, a conduit à l'élection de Joe O'Toole (indépendant), Feargal Quinn (indépendant) et Brendan Ryan (Labour Party). Les votes pour le 23e Seanad ont lieu du 19 juin 2007 au 24 juillet 2007.

## Chanceliers
Le chancelier des "National Universities of Ireland" est officiellement de toutes les universités membres ou reconnues mais celles-ci ont leurs propres directors, qui exerce la plupart des pouvoirs liés à la fonction. Quand le système a été fondé en 1908, le premier chancelier a été nommé, puis les suivants ont été élus par une assemblée composée de diplômés et d'enseignants, lorsqu'il y avait vacance du poste. 
Liste des chanceliers :
- William Joseph Walsh (1908-1921)
- Éamon de Valera (1921-1975)
- T. K. Whitaker (1976-1996)
- Garret FitzGerald (1997-2009)
- Maurice Manning (2009-présent)

## Structure des universités
Les universités membres et reconnues sont habituellement structurées en facultés, au nombre de dix, qui sont :
- Agriculture
- Arts - Humanités
- Études celtiques
- Commerce
- Sciences de l'ingénieur et architecture
- Agroalimentaire
- Droit
- Médecine et professions de la santé
- Philosophie et sociologie
- Sciences
- Sciences vétérinaires

La modification de l'organisation en facultés des deux plus grandes universités membres, à Cork (University College Cork) et Dublin (University College Dublin), suscite des polémiques. Elles sont accusées d'être bureaucratiques et maladroites. Au niveau national, les présidents des universités membres ont encouragé et promu les réformes structurelles, alors que les personnels administratifs s'y opposaient.